# Jan Józef Graliński
Jan Józef Graliński (ur. 18 lutego 1895 we Wrzeszczewicach, zm. 9 stycznia 1942 na Morzu Śródziemnym) – polski kryptolog i analityk, major Wojska Polskiego. W okresie międzywojennym był szefem rosyjskiej sekcji BS-3 (zajmującej się łamaniem rosyjskich szyfrów) polskiego Biura Szyfrów Sztabu Generalnego. W czasie wojny pracował jako kryptoanalityk we francuskich centrach wywiadowczych PC Bruno i Cadix.

## Życiorys
Jan Józef Graliński ukończył polskie prywatne liceum klasyczne w Łodzi, z przeciętnymi wynikami. Podczas I wojny światowej odbywał służbę wojskową w armii rosyjskiej, za co został odznaczony Orderem Świętego Stanisława III klasy. 1 listopada 1918 został przyjęty do służby w Wojsku Polskim. W latach 1920–1921 brał udział w działaniach wojennych na froncie wojny polsko-bolszewickiej. W 1920 roku awansował na stopień porucznika, a w 1925 na stopień kapitana. W latach 1926–1927 służył w Referacie Podsłuchu Radiowego „Rosja” Sztabu Generalnego.
Od 1928 roku był członkiem sekcji BS-3 (rosyjskiej) Sztabu Generalnego. W latach 1932–1933, wraz z kpt. Władysławem Potrykowskim i Janem Helcmanem, opracował nowy polski szyfr dyplomatyczny pod nazwą „szyfr 45”. W 1937 roku otrzymał nominację na kierownika sekcji BS-3.
Po zajęciu Polski przez Niemców i Sowietów we wrześniu 1939 r. Gralińskiemu udało się, wraz z innym pracownikami Biura Szyfrów, dostać do Francji. Tam stał się częścią odtworzonej polskiej jednostki kryptologicznej, która podczas „dziwnej wojny” mieściła się w Gretz-Armainvilliers, około czterdzieści kilometrów na północny wschód od Paryża – w ośrodku pod kryptonimem PC Bruno.
Po zajęciu północnej Francji przez wojska niemieckie w czerwcu 1940 r. Graliński należał do zespołu polskich kryptologów skupionych w tajnym centrum wywiadowczym Cadix pod osłoną kolaboracyjnego reżimu Francji Vichy. Cadix podlegał Biuru Działań Antynarodowych (Bureau des menées antinationales) i prowadził ze swojej centrali w zamku Fouzes pod Uzès w południowej Francji podwójną działalność pomiędzy Vichy a Londynem. Do polskiego rządu emigracyjnego w Londynie i brytyjskiej Rządowej Szkoły Kodów i Szyfrów (GC&CS) w Bletchley Park miało trafić 13 tys. rozszyfrowanych wiadomości, natomiast do służb specjalnych Vichy tylko 5,5 tys. Graliński pracował dla sekcji ZSRR w Cadixie pod nadzorem kpt. Coueya i kpt. Chaslesa. Przekazał do Oddziału II w Londynie łącznie blisko 4,5 tys. odczytanych depesz sowieckich, na których podstawie tworzono od 1940 „wyciąg identyfikacyjny wojskowych sowieckich”.
Graliński zginął w katastrofie morskiej na Morzu Śródziemnym 10 km od przylądka Favaritx na Minorce 9 stycznia 1942 r. Wracał do Uzès po ośmiomiesięcznym pobycie na polecenie swego francuskiego przełożonego Gustave’a Bertranda w kierowanej przez Maksymiliana Ciężkiego komórce Cadixu na obrzeżach Algieru, gdzie zadaniem jego grupy było rozpracowywanie agentów niemieckich w siłach Vichy, a od lipca 1941 wsparcie dla utworzonej wówczas Agencji Afryka Mieczysława Słowikowskiego. Graliński pracował jednak w Algierze przede wszystkim nad sowieckimi depeszami, przekazywanymi wywiadowi brytyjskiemu, z uwagi na lepsze warunki nasłuchu. Statek, którym płynął, SS Lamoricière pod komendą kapitana Josepha Milliasseau, wyruszył z Algieru 6 stycznia. 7 stycznia wieczorem, mijając Minorkę, Lamoricière odebrał sygnał ratunkowy z frachtowca SS Jumièges walczącego w pobliżu ze sztormem i wyruszył mu na pomoc, jednak go nie odnalazł i 8 stycznia o godz. 15 zawrócił w kierunku Minorki, a o godz. 17 sam nadał sygnał SOS. Po podjęciu prób ewakuacji pasażerów zatonął 9 stycznia o godz. 12:35 z większością osób na pokładzie. Niesprawność w obliczu sztormu miał wywołać w ocenie komisji śledczej zły stan techniczny, w tym nieszczelne furty, oraz niska jakość węgla stosowanego jako paliwo po przestawieniu jednostki z mazutu. Wśród 292 ofiar byli wysłani wraz z Gralińskim cywilni pracownicy Cadixu, Piotr Smoleński z sekcji rosyjskiej przedwojennego Biura Szyfrów i Jerzy Różycki z sekcji niemieckiej, a także towarzyszący Polakom oficer francuski, kapitan François Lane. Smoleński należał podobnie jak Graliński do sekcji ZSRR w strukturze Cadixu.
W 1978 roku historyk Richard Woytak zapytał polskiego kryptologa Mariana Rejewskiego z niemieckiej sekcji przedwojennego Biura Szyfrów (BS-4), czy znał Jana Gralińskiego. Rejewski odpowiedział, że tak, ale ze względów bezpieczeństwa nigdy nie rozmawiali o swojej pracy kryptologicznej. Rejewski dodał, że Graliński „miał być bardzo utalentowany”.